# Distance-bounding protocol
Distance-bounding protocol eller distansavgränsande protokoll är kryptografiska protokoll som möjliggör en kontrollör V för att upprätta en övre gräns på det fysiska avståndet till en mottagare P. De är baserade på tidsfördröjningen mellan att skicka ut frågebitar och ta emot de motsvarande svarsbitarna. Fördröjningstiden för svaren gör V för att beräkna en övre gräns på avståndet, som ToR-(turochreturfördröjnings)tiden delas in i två gånger ljusets hastighet. Beräkningen är baserad på det faktum att elektromagnetiska vågor färdas nästan i ljusets hastighet och kan inte färdas snabbare.
Avståndsavgränsande protokoll kan ha olika tillämpningar. Till exempel när en person genomför ett kryptografiskt identifikationsprotokoll vid en ingång till en byggnad, skulle åtkomstkontrollsdatorn i byggnaden vilja säkerställas att den person som ger svaren inte är mer än några meter bort.